# Direitos LGBT em Taiwan
Os direitos de lésbicas, gays, bissexuais  e transgêneros (LGBT) em Taiwan são considerados os mais progressistas da Ásia. A atividade sexual homossexual masculina e feminina é legal, e o casamento homossexual foi legalizado em 24 de maio de 2019, na sequência de uma decisão do Tribunal Constitucional de maio de 2017. Desde 2023, casais do mesmo sexo podem adotar.
A discriminação com base na orientação sexual, identidade de gênero e características de gênero na educação foi proibida em todo o país desde 2004. No que se refere ao emprego, a discriminação com base na orientação sexual também é proibida por lei desde 2007.
Em 24 de maio de 2017, o Yuan Judicial decidiu que a lei do casamento existente era inconstitucional e que os casais do mesmo sexo deveriam ganhar o direito de se casar. O tribunal deu ao Yuan Legislativo um máximo de dois anos para emendar as leis existentes ou promulgar leis que forneçam o reconhecimento legal do casamento entre pessoas do mesmo sexo. De acordo com a decisão do tribunal, se o Parlamento não o fizesse até 24 de maio de 2019, o casamento entre pessoas do mesmo sexo se tornaria automaticamente legal. Em 17 de maio de 2019, o Yuan Legislativo aprovou um projeto de lei, apresentado pelo Yuan Executivo, reconhecendo o casamento para casais do mesmo sexo. O projeto de lei foi sancionado pela presidenta Tsai Ing-wen em 22 de maio e entrou em vigor em 24 de maio. Assim, Taiwan se tornou o primeiro país da Ásia a reconhecer o casamento entre pessoas do mesmo sexo.
O primeiro Taiwan Pride foi realizado em Taipé em 2003. Em 2015, quando o evento contou com 80.000 participantes, ele se tornou o segundo maior orgulho LGBT da Ásia, atrás do Tel Aviv Pride em Israel, o que levou muitos a se referir a Taiwan como um dos países mais liberais da Ásia também. Em 2019, a participação cresceu para 170.000 participantes.

## Legalidade da atividade sexual entre pessoas do mesmo sexo
A atividade sexual privada, consensual e não comercial entre adultos do mesmo sexo é legal em Taiwan. Na verdade, a homossexualidade nunca foi um crime. A idade de consentimento é 16 anos para atos homossexuais e heterossexuais.

## Direitos constitucionais
A Constituição da República da China não menciona expressamente a orientação sexual ou identidade de gênero; no entanto, a decisão do Tribunal Constitucional sobre o casamento entre pessoas do mesmo sexo em 2017 (ou seja, a Interpretação do Yuan Judicial Nº 748), com base nos seguintes dois artigos da Constituição, confirmou as seguintes proteções constitucionais para pessoas LGBT: 
O artigo 7 da Constituição declara que "todos os cidadãos da República da China, independentemente de sexo, religião, raça, classe ou filiação partidária, são iguais perante a lei". Na interpretação constitucional emitida em 24 de maio de 2017, o Tribunal Constitucional considerou que os motivos de discriminação proibidos enumerados no artigo são "ilustrativos e não completos" de modo que o direito à proteção igual se aplica a outras classificações "como deficiência ou orientação sexual".
O artigo 22 da Constituição estipula que "todas as outras liberdades e direitos das pessoas que não sejam prejudiciais à ordem social ou ao bem-estar público devem ser garantidos pela Constituição". Os Grandes Ministros decidiram em 24 de maio de 2017 que a liberdade de casamento garantida pelo artigo se aplica a pessoas de todas as orientações sexuais.
De acordo com a Interpretação do Yuan Judicial nº 185, "as interpretações do Yuan Judicial serão obrigatórias para todas as instituições e pessoas no país".

## Reconhecimento de relacionamentos entre pessoas do mesmo sexo
Em outubro de 2003, o Yuan Executivo propôs uma legislação concedendo o direito para casais do mesmo sexo de se casarem e adotarem, mas enfrentou oposição bipartidária de membros do Gabinete (formado pelo Partido Democrático Progressista, PDP) e do Yuan Legislativo (controlado pela coligação Pan-azul liderada pelo Kuomintang) e assim estagnou-se e, portanto, não ouve votos.
Em 2011, com o objetivo de promover a conscientização sobre o casamento homossexual, cerca de 80 casais de lésbicas realizaram a maior festa de casamento do mesmo sexo de Taiwan, atraindo cerca de 1.000 amigos, parentes e curiosos. Em 2012, o primeiro casamento budista do mesmo sexo foi realizado para Fish Huang e sua parceira You Ya-ting, com a mestra budista Shi Chao-hwei presidindo o ritual. Em 2013, Chen Ching-hsueh e Kao Chih-Wei, o segundo casal taiwanês do mesmo sexo a se casar publicamente, desistiram de uma luta prolongada para que seu casamento fosse legalmente reconhecido, mencionando intensa pressão social. Mais tarde naquele ano, o ativista gay de longa data Chi Chia-wei assumiu a luta de Chen e Kao para que o casamento entre pessoas do mesmo sexo fosse reconhecido, apresentando seu caso no Tribunal Administrativo de Taipé pela primeira vez.
Em 22 de dezembro de 2014, uma proposta de alteração do Código Civil que legalizaria o casamento entre pessoas do mesmo sexo deveria ser analisada pelo Comitê Judiciário do Yuan Legislativo. Se a alteração tivesse passado na fase de comitê, ela teria sido votada na sessão plenária do Yuan Legislativo em 2015. A proposta inclui a substituição dos atuais artigos relativos ao casamento no Código Civil por termos neutros em termos de gênero, reconhecendo efetivamente o casamento entre pessoas do mesmo sexo. Também teria permitido que casais do mesmo sexo adotassem crianças. Yu Mei-nu, do Partido Democrático Progressista (PDP), expressou apoio à proposta, juntamente com mais de 20 outros legisladores do PDP, bem como dois da União de Solidariedade de Taiwan e um do partido governante Kuomintang (KMT) e do Qinmindang. Taiwan teria se tornado o primeiro estado asiático (e uma entidade não reconhecida pela ONU) a reconhecer legalmente o casamento entre pessoas do mesmo sexo se o Código Civil tivesse sido alterado. No entanto, o projeto de lei estagnou e a tentativa falhou oficialmente em janeiro de 2016, com o término do Oitavo Yuan Legislativo.
Em novembro de 2015, cerca de dois meses antes das eleições gerais, a candidata presidencial Tsai Ing-wen anunciou seu apoio ao casamento entre pessoas do mesmo sexo. Em julho de 2016, vários legisladores do Nono Yuan Legislativo anunciaram que apresentariam uma lei sobre o casamento entre pessoas do mesmo sexo no Parlamento até o final do ano. Em outubro, dois projetos de lei de casamento entre pessoas do mesmo sexo foram apresentados ao Yuan Legislativo.

### Registro de casais do mesmo sexo
Em maio de 2015, o município especial de Kaohsiung anunciou um plano para permitir que casais do mesmo sexo solicitem uma observação de sua parceria no registro doméstico computadorizado, em grande parte apenas para referência. Seria de pouca utilidade quando uma pessoa deseja conceder consentimento para a cirurgia em nome do parceiro em hospitais, por exemplo. A Taiwan LGBT Rights Advocacy, uma ONG, criticou o plano como uma mera medida para "tirar sarro" da comunidade sem ter nenhum efeito substantivo.
Em 17 de junho de 2015, o município especial de Taipé se tornou a segunda jurisdição em Taiwan a implementar um esquema de registro de relacionamento para casais. Taichung fez o mesmo em outubro de 2015, Tainan e Nova Taipé em 1 de fevereiro de 2016, Chiayi em 1 de março de 2016, Taoyuan em 14 de março de 2016, tanto no Condado de Changhua quanto no Condado de Hsinchu em 1º de abril de 2016, Condado de Yilan em 20 de maio de 2016, e o Condado de Chiayi em 20 de outubro de 2016. No início de julho de 2017, a cidade de Hsinchu, cidade de Keelung, Condado de Quemói, Condado de Lienchiang, Condado de Miaoli, Condado de Nantou e Condado de Pingtung começaram a oferecer serviços de registro de famílias para parcerias do mesmo sexo. A partir de 3 de julho de 2017, residentes nos condados restantes se recusaram a fornecer o registro de parceria do mesmo sexo incluindo o Condado de Yunlin, Condado de Hualien, Condado de Taitung e Condado de Penghu, entretanto poderiam registrar sua parceria em outras cidades ou condados, uma vez que a tecnicalidade do registro passou a ser padronizada pelo Ministério do Interior em nível nacional. Em junho de 2017, um total de 2.233 casais do mesmo sexo (ou seja, 4.466 indivíduos) foram registrados, dos quais 1.755 eram casais lésbicos.
Na prática atual, quaisquer duas pessoas solteiras do mesmo sexo podem solicitar, pessoalmente, a qualquer cartório de registro de família (exceto nos quatro condados mencionados acima) para que sua parceria seja registrada no registro de família computadorizado. No entanto, essas informações não serão exibidas no Cartão de Identificação Nacional nem no Certificado de Domicílio (o último mostra os dados pessoais básicos de todos os indivíduos registrados no mesmo endereço e a relação entre esses indivíduos). Em vez disso, o escritório de registro da família emite uma carta aos requerentes certificando o registro. Os municípios de Kaohsiung e Taipé também emitem cartões de parceria. Cidadãos com um parceiro estrangeiro também são elegíveis para registro, mas o parceiro estrangeiro precisa fornecer um Certificado de Não Registro de Casamento, ou equivalente, do país de origem e autenticá-lo na respectiva embaixada ou escritório de representação de Taiwan.
No entanto, o registo da união homossexual, por ser uma medida administrativa, não confere qualquer estatuto jurídico real ao casal homossexual. As proteções oferecidas a parceiros do mesmo sexo são muito limitadas, como o direito de solicitar licença de assistência à família, solicitar moradia pública como uma unidade familiar (apenas em Taipé) e conceder consentimento para cirurgia em nome do parceiro.

### Decisão e referendo do Tribunal Constitucional
Em 24 de março de 2017, o Tribunal Constitucional ouviu um caso apresentado pelo ativista dos direitos gays Chi Chia-wei (cuja tentativa de registrar um casamento com seu parceiro em 2013 foi rejeitada) e pelo Departamento de Assuntos Civis do Governo da Cidade de Taipé. Ambos os peticionários solicitaram uma interpretação constitucional sobre a questão. O Tribunal decidiu emitir um julgamento sobre se o Código Civil atual permite de fato o casamento entre pessoas do mesmo sexo e, caso não, se viola os artigos da Constituição da República da China relativos à igualdade de direitos e à liberdade de casar. Os que compareceram ao Tribunal naquele dia incluíam os conselheiros de ambos os peticionários, o Ministro da Justiça Chiu Tai-san (que defendeu as leis existentes sobre o casamento) e um painel de juristas. Esta foi a primeira vez que uma audiência do Tribunal Constitucional foi transmitida ao vivo.
O Tribunal Constitucional decidiu em 24 de maio de 2017 que as cláusulas relativas ao casamento no Código Civil eram inconstitucionais. O painel de juízes deu ao Parlamento (Yuan Legislativo) dois anos para emendar ou promulgar novas leis, o que tornaria Taiwan o primeiro país da Ásia a legalizar o casamento entre pessoas do mesmo sexo. O Tribunal estipulou ainda que se o Yuan Legislativo não legalizasse o casamento do mesmo sexo dentro de dois anos, os casais do mesmo sexo poderiam se casar passando pelo procedimento de registro de casamento existente em qualquer cartório de registro de família.
Em 24 de novembro de 2018, os eleitores de Taiwan foram apresentados a cinco iniciativas relacionadas com LGBT: para proibir o casamento entre pessoas do mesmo sexo (Questão 10), para proibir a educação sexual inclusiva para LGBT nas escolas (Questão 11), permitir outro tipo de união para casais do mesmo sexo (Questão 12), permitir o casamento entre pessoas do mesmo sexo (Questão 14) e, por último, manter a educação sexual que inclui LGBT nas escolas (Questão 15). Três dessas questões foram apresentadas por opositores dos direitos LGBT e as outras duas foram apresentadas por defensores dos direitos LGBT. Os eleitores rejeitaram a ideia do casamento entre pessoas do mesmo sexo, aprovando as questões 10, 11 e 12 e rejeitando as questões 14 e 15. No entanto, o governo de Taiwan ainda estava legalmente obrigado a fornecer legislação que cumprisse a decisão do Tribunal Constitucional. Em vez de alterar o Código Civil existente, esperava-se que os legisladores aprovassem uma lei separada para casais do mesmo sexo.

### Aprovação pelo Yuan Legislativo
Em 21 de fevereiro de 2019, o Yuan Executivo aprovou um projeto de lei, intitulado Lei de Execução da Interpretação Judicial do Yuan nº 748 (em chinês:  司法院釋字第748號解釋施行法), que foi lançado no dia anterior. O projeto de lei serve como base legal para casamentos do mesmo sexo e foi enviado ao Yuan Legislativo para revisão rápida antes de ser promulgado em 24 de maio de 2019. O projeto de lei confere aos casais do mesmo sexo quase todos os direitos garantidos aos casais heterossexuais pelo Código Civil, mas apenas permite que casais do mesmo sexo adotem filhos geneticamente relacionados a um deles.
Em 17 de maio de 2019, o Yuan Legislativo aprovou o projeto de lei do casamento entre pessoas do mesmo sexo. A presidenta Tsai Ing-wen sancionou o projeto de lei em 22 de maio de 2019 e ele entrou em vigor em 24 de maio. O país, portanto, se tornou o primeiro na Ásia a abrir o casamento para casais do mesmo sexo.
O projeto de lei, apresentado pelo Yuan Executivo e aprovado pelo Yuan Legislativo, permite que casais do mesmo sexo ingressem em uma "união permanente exclusiva" e solicitem um "registro de casamento" nas agências governamentais. Dois outros projetos de lei, apoiados por legisladores conservadores que buscavam se referir às parcerias como "relações familiares do mesmo sexo" ou "uniões do mesmo sexo" em vez de "casamentos", foram submetidos aos legisladores e debatidos. 2.939 casamentos do mesmo sexo ocorreram em 2019, o primeiro ano em que os casais do mesmo sexo foram autorizados a se casar.

### Decisão do Tribunal Administrativo de Taipé
Em maio de 2021, o Tribunal Administrativo de Taipé revogou uma decisão do governo de 2019 de rejeitar o registro de casamento de Ting Tse-yen e seu parceiro Leong Chin-fai de Macau.
Leong Chin-fai, mudou-se de Macau para Taiwan em 2017 e desde então ficou com o seu parceiro taiwanês Ting Tse-yen. No entanto, eles foram recusados a registrar-se para casamento, apesar de Taiwan ser a residência habitual de Leong. Os dois se encontraram com repórteres fora do tribunal depois de saberem da vitória. 
“A decisão de hoje não é o fim. É um processo e um pequeno marco ”, afirmou Leong. “Esperamos que, no futuro, todos os casais internacionais do mesmo sexo possam registrar seus casamentos diretamente, em vez de ter que ir aos tribunais”.

## Adoção e planejamento familiar
Casais do mesmo sexo podem adotar legalmente. No ano de 2023, foi aprovada uma lei que permite a adoção completa por casais do mesmo sexo. Desde então, os casais podem adotar não só filhos dos parceiros, mas adoção conjunta sem ser filho biológico de nenhum.
De acordo com a Lei de Reprodução Artificial (em chinês:  人工生殖法), as tecnologias de reprodução assistida estão disponíveis apenas para casais heterossexuais. No entanto, o Taiwan IVF Group, que trabalhou em colaboração com o Centro de Fertilidade e Saúde Reprodutiva da Universidade de Stanford nos Estados Unidos, operou pelo menos um centro que forneceu acesso de fertilização in vitro e substituto de esperma para gays e lésbicas em Taiwan desde os anos 1990.

## Proteções contra discriminação
A discriminação com base na orientação sexual, identidade de gênero e outros atributos relacionados ao gênero na educação foram proibidos desde junho de 2004, quando a Lei de Educação pela Equidade de Gênero (em chinês:  性別平等敎育法) foi aprovada. Especificamente, as escolas que discriminam os alunos devido à sua orientação sexual ou identidade de gênero, em termos de admissão, instrução, avaliação, etc., estão sujeitas a uma multa de TWD$ 100.000. Em junho de 2011, novas cláusulas sobre bullying sexual foram adicionadas à lei. As escolas são obrigadas a prevenir e denunciar o bullying direcionado à orientação sexual ou identidade de gênero de uma pessoa.
Em 2007 e 2008, o Yuan Legislativo aprovou emendas a duas leis trabalhistas que proíbem a discriminação com base na orientação sexual no trabalho. Qualquer empregador que violar as cláusulas antidiscriminação da Lei de Serviços de Emprego (em chinês:  就業服務法) ou da Lei de Igualdade de Gênero no Trabalho (em chinês:  性別工作平等法) pode enfrentar uma multa de TW$ 300.000 a TW$ 1.500.000.
Em março de 2010, o Ministério da Educação anunciou que, a partir de 2011, o currículo escolar e os livros didáticos incluiriam tópicos sobre os direitos LGBT e a não discriminação. Segundo o ministério, a reforma visa “erradicar a discriminação”, uma vez que “os alunos devem poder crescer felizes num ambiente de tolerância e respeito”. Devido à forte oposição de grupos anti-LGBT, um compromisso foi feito. Por exemplo, um objetivo de ensino foi alterado de "compreender a orientação sexual de alguém" para "respeitar as diversas orientações sexuais". Em novembro de 2018, após um referendo, o Ministro da Educação Yeh Jiunn-rong disse que a aprovação da iniciativa ("Você concorda que o Ministério da Educação e escolas individuais não devem ensinar educação relacionada a homossexuais nas escolas?") não significa que o Ministério da Educação vai parar de promover a educação para a igualdade de gênero, mas o conteúdo relacionado a LGBT será revisado para ver se é necessário revisar de acordo com os resultados do referendo.
Em 2017, o Tribunal Constitucional de Taiwan, também conhecido como Yuan Judicial, emitiu a Interpretação da J.Y.  nº 748, que afirmava que o artigo 7º da Constituição proíbe a discriminação com base na orientação sexual.  A sentença afirmava que “as cinco classificações de discriminação inadmissível estabelecidas no artigo 7º da Constituição são apenas exemplificadas, não enumeradas nem completas. Portanto, os tratamentos diferenciados com base em outras classificações, como deficiência ou orientação sexual, também serão regidos pelo direito à igualdade previsto no referido artigo.”

## Direitos de transgêneros
Em 2002, a ativista transgênero Tsai Ya-ting, sem sucesso, pediu ao gabinete presidencial que permitisse que ela usasse uma foto que representasse sua aparência real em seu cartão de identidade nacional.
Em 2008, o Ministério do Interior estipulou em uma ordem executiva que as pessoas transgêneros e intersexuais devem se submeter a uma cirurgia de redesignação de sexo para alterar seu sexo legal em documentos pessoais. Os planos para remover a necessidade de cirurgia foram discutidos no final de 2014, mas não foram implementados. Em outubro de 2019, uma mulher transexual tentou mudar o gênero designado em sua carteira de identidade nacional. O cartório de registro de sua residência recusou o pedido, pois ela havia fornecido apenas evidências diagnósticas de disforia de gênero e nenhuma evidência de cirurgia de redesignação de sexo. Um apelo ao governo local foi malsucedido. O Tribunal Administrativo de Taipé decidiu sobre o caso em setembro de 2021, permitindo que seu gênero fosse listado como feminino sem evidências de cirurgia de redesignação de sexo. O Tribunal Administrativo de Taipé proferiu a decisão com base na Constituição, que garante todas as liberdades e direitos que não sejam prejudiciais à ordem social ou ao bem-estar público. Além disso, o tribunal citou interpretações jurídicas anteriores que concluíam que todas as limitações aos direitos das pessoas devem ser enumeradas em uma lei específica.

## Tabela de resumo
| Atividade sexual entre pessoas do mesmo sexo legal                                                    | Sim                                                                                   |
| Mesma idade de consentimento para todas as orientações sexuais (16 anos)                              | Sim                                                                                   |
| Leis anti-discriminação no emprego                                                                    | Sim (desde 2007)                                                                      |
| Leis anti-discriminação na educação                                                                   | Sim (desde 2004)                                                                      |
| Leis anti-discriminação em todas as outras áreas (incluindo discriminação indireta, discurso de ódio) | Sim (desde 2017)                                                                      |
| Casamento entre pessoas do mesmo sexo                                                                 | Sim (desde 2019)                                                                      |
| Reconhecimento de casais do mesmo sexo                                                                | Sim (em todo o país desde 2019)                                                       |
| Adoção de enteados por casais do mesmo sexo                                                           | Sim (desde 2019)                                                                      |
| Adoção conjunta por casais do mesmo sexo                                                              | Sim (desde 2023)                                                                      |
| Adoção por solteiros, independentemente da orientação sexual                                          | Sim                                                                                   |
| Pessoas LGB autorizadas a servir nas forças armadas                                                   | Sim (desde 2002)                                                                      |
| Pessoas transgênero autorizadas a servir nas forças armadas                                           | Não                                                                                   |
| Direito de mudar o gênero legalmente                                                                  | Sim (desde 2021, não há requisitos de cirurgia por uma decisão do tribunal de Taiwan) |
| Opção de terceiro gênero                                                                              | Sim (desde 2020)                                                                      |
| Crianças intersexo protegidas contra procedimentos cirúrgicos invasivos                               | Não                                                                                   |
| Homossexualidade desclassificada como transtorno mental                                               | Sim                                                                                   |
| Acesso à FIV para casais lésbicos                                                                     | Não (apenas casais heterossexuais podem acessar tratamentos de FIV)                   |
| Paternidade automática para ambos os cônjuges após o nascimento                                       | Não                                                                                   |
| Comercialização da barriga de aluguel para casais homossexuais                                        | Não (banido para casais heterossexuais também)                                        |
| HSH autorizados a doar sangue                                                                         | / (Período de 5 anos desde maio de 2018)                                              |